# Searching Ruins on Broadway, Galveston, for Dead Bodies
Searching Ruins on Broadway, Galveston, for Dead Bodies ist ein dokumentarischer Kurzfilm über die Suche nach Leichen des Galveston-Hurrikans im Jahre 1900. Der Film wurde am 8. September 1900 von den Edison Studios gedreht. Veröffentlicht wurde er am 24. September 1900.

## Filminhalt
Der Film begleitet einige Männer bei der Suche nach Leichen in den Trümmern, die der Hurrikan zurückgelassen hat. Dabei wird ein toter Mann gefunden.

## Die Katastrophe
Der Hurrikan wütete während der Zeit vom 2. bis 7. September des Jahres 1900 und kostete ungefähr 6.000 bis 12.000 Menschen das Leben. Der Film entstand unmittelbar nach der Katastrophe am 8. September 1900 und ist einer der ersten Dokumentarfilme, der eine Katastrophe filmtechnisch aufbereitete.